# وين مونغ
وين مونغ (بالبورمية: ဝင်းမောင်) هو لاعب كرة قدم ميانماري في مركز الهجوم، ولد في 12 مايو 1949.

## وصلات خارجية
- وين مونغ على موقع أوليمبيديا (الإنجليزية)